# روبرت هاغان
روبرت هاغان (بالإنجليزية: Robert Hagan)‏ هو رسام وكاتب أسترالي، ولد في 10 مايو 1947 في مورويلومباه ‏ في أستراليا.

## وصلات خارجية
- الموقع الرسمي
- روبرت هاغان على موقع IMDb (الإنجليزية)